# ماری‌جوانا در جبل‌الطارق
ماری‌جوانا در جبل‌الطارق غیرقانونی است، اما به دلیل نزدیکی آن به شمال آفریقا و سرزمین اصلی اروپا، منطقه اطراف جبل‌الطارق در اسپانیا (Campo de Gibraltar) اغلب برای قاچاق ماری‌جوانا استفاده می‌شود. جبل الطارق خود مقصد معمولی برای قاچاق مواد مخدر از مراکش نیست، زیرا جمعیت کمی دارد و کنترل‌های گمرکی با اسپانیا، انتقال بیشتر کالاها را دشوار می‌کند. مقامات جبل الطارق موضع سختگیرانه‌ای در مورد قاچاق مواد مخدر اتخاذ کرده و استفاده از قایق‌های تندرو در آب‌های خود را در سال ۱۹۹۵ ممنوع کردند، اقدامی که اسپانیا در سال ۲۰۱۸ مشابه آن را انجام داد.

## قاچاق
قبل از سال ۱۹۵۷، قاچاق ماری‌جوانا در منطقه اطراف جبل الطارق به مقادیر اندک برای استفاده شخصی توسط گردشگران محدود می‌شد، اما با ورود هیپی تریل، مقادیر بیشتری به صورت تجاری قاچاق می‌شد و باعث شد که جبل الطارق به یکی از اصلی‌ترین نقاط ورودی حشیش مراکشی به اروپا تبدیل شود. در سال ۲۰۱۸، مقامات اسپانیایی ۱۹۱ تن ماری‌جوانا و ۱۵٫۵ تن کوکائین را در منطقه Campo de Gibraltar اسپانیا ضبط کردند. ارقام مربوط به کشفیات ماری‌جوانا در سال ۲۰۱۷، ۱۴۵ تن و برای سال ۲۰۱۶، ۱۰۰ تن است.

## ماری‌جوانای پزشکی
در سال ۲۰۱۷، جبل الطارق اسپری خوراکی Sativex را برای درمان مولتیپل اسکلروزیس (ام‌اس) قانونی کرد. در اکتبر ۲۰۱۹، جبل الطارق مقررات سوء استفاده از مواد مخدر را اصلاح کرد تا در امکان عرضه و در اختیار داشتن برخی از محصولات مبتنی بر ماری‌جوانا برای استفاده دارویی فراهم شود.